# Hugo (syn Roberta Pobożnego)
Hugo (franc. Hugues; ur. 1007 - zm. 28 sierpnia lub 17 września 1025 w Compiègne) – król Franków w latach 1017-1025 jako koregent swojego ojca Roberta II Pobożnego. Jako że nie objął samodzielnych rządów, nie jest liczony jako władca w poczcie królów.
Był jego najstarszym synem z trzeciego małżeństwa Roberta II (panował 996-1031) z Konstancją z Arles, córką hrabiego Prowansji Wilhelma I. W 1017 roku, gdy miał 10 lat, jako najstarszy syn ojca został uczyniony koregentem - tak jak wcześniej Hugo Kapet uczynił ze swoim synem, Robertem II. Koronowano go w kościele Abbaye de Saint-Corneille w Compiègne między 9 a 19 czerwca tegoż roku. Wkrótce Hugo Magnus zbuntował się przeciw ojcu, ale następnie poddał się jego władzy. Zmarł w 1025 roku, prawdopodobnie wskutek upadku z konia, mając ok. 18 lat. Pochowany został w tym samym kościele, w którym go koronowano. Po jego bezdzietnej śmierci odżył spór o władzę, której od Roberta II domagali się pozostali przy życiu synowie Henryk I (późniejszy król) i Robert Burgundzki.
Rudolf Glaber, średniowieczny kronikarz, pisał o nim: "Moje pióro nie może oddać wielkich i sławnych cnót, które posiadał... We wszystkim był lepszy niż najlepsi. Żadna elegia nie wyrówna smutku po jego śmierci".